# Evaluation (programlicens)
Evaluation er en programlicens, hvor brugeren får lov til at prøve et computerprogram uden forpligtelse til senere køb af det. 
En sådan licens kan omfatte den fulde funktionalitet i programmet, eller der kan være begrænsninger, som f.eks. kan være:
- i tid, typisk er afprøvningen fastsat til 30, 60 eller 90 dage
- i funktionalitet, så resultatet af programmets behandling f.eks. ikke kan gemme eller udskrive resultatet af programmets behandling
- i brugsomfang, så programmet kun tillader behandling af en begrænset datamængde.

Programmet vil ofte indeholde en kontrol af, at aftalen overholdes og vil ophøre med at fungere, når den er udløbet. Men det ses også, at aftalen blot indeholder en forpligtelse til at slette programmet ved aftalens ophør. 
Når der er tale om programmer til brug på personlige computere, er det almindeligt at afprøvningen er gratis; men til mere omfattende programmer på servere eller større edb-anlæg kan afprøvningen kræve en indsats fra udvikleren, som denne ønsker honoreret.

## Omgåelse af aftalen
I de tilfælde, hvor afprøvningen omfatter det fulde program, vil leverandøren forsøge at sikre sig mod, at brugeren bryder aftalen og anvender programmet efter aftalens ophør uden at anskaffe det.
F.eks. er majoriteten af evaluerings-programmer beskyttet mod, at brugeren sætter datoen tilbage på sin computer, så han/hun på den måde kunne vinde mere tid. Med dette menes der, at hvis man eksempelvis installerer programmet d. 1. juni, og har 30 dage, så ved programmet at det ikke skal kunne åbnes mere efter 1. juli. Logisk nok, kunne man gå ind i dato-indstillingerne og sætte datoen tilbage til 1. februar, og på den måde vinde nogle ekstra måneder. Men for at undgå denne form for snyd, registrerer programmet datoen for hvornår det sidst var aktivt, og kan på den måde sammenligne om brugeren forsøger at snyde.
| Software | Spire Denne artikel om software og programmering er en spire som bør udbygges. Du er velkommen til at hjælpe Wikipedia ved at udvide den. |